# Sumitomo Mitsui Banking Corporation
La Sumitomo Mitsui Banking Corporation. ('株式会社三井住友銀行?, Kabushiki kaisha mitsui sumitomo ginkō) è una banca giapponese attiva nel settore finanziario. La seconda più grande banca privata del paese.

## Storia
L'azienda nasce dalla fusione tra la Sumitomo Bank e la Sakura Bank, avvenuta nel 2001. La prima era il ramo bancario del Sumitomo Group ed era una delle grandi banche giapponesi, fondata nel 1895, mentre la seconda è la diretta erede della Mitsui Bank, attiva nel settore bancario del gruppo Mitsui ed era un'altra delle grandi banche giapponesi, fondata nel 1876, ma la cui attività risaliva al 1683, quando lo Shogunato Tokugawa aveva concesso a Mitsui Takatoshi l'autorizzazione a esercitare l'attività di cambiavalute. L'anno seguente le attività e le partecipazioni azionarie sono state trasferite alla neo-costituita Sumitomo Mitsui Financial Group, di cui la stessa SMBC è diventata sussidiaria.